# Наша Україна
Політична партія «Наша Україна» (колишня назва — Народний Союз «Наша Україна») — українська політична партія. Заснована у 2005 році учасниками блоку «Наша Україна». Зареєстрована Міністерством юстиції України 22 березня 2005 р. та видано Свідоцтво № 115-п.п. від 24 березня 2005 р.
Головною метою партії декларується зміцнення та захист незалежності, державного суверенітету та єдності України, утвердження в житті держави й суспільства цінностей людської гідності, свободи, справедливості, забезпечення демократії та верховенства права. Члени партії вважають, що партія народжена Помаранчевою революцією та відповідає зрілості суспільства, уособлює прагнення народу України.
Установчий з'їзд партії «Народний Союз Наша Україна» проходив 4—5 березня 2005 року, почесним головою партії обрано Президента України Віктора Ющенка, головою ради партії — тодішнього віцепрем'єр-міністра України Романа Безсмертного. Центральний виконком очолив Юрій Єхануров.
У 2006 році брала участь у парламентських виборах у складі виборчого блоку «Наша Україна». До складу блоку також увійшли Християнсько-демократичний союз, Українська республіканська партія «Собор», Партія промисловців та підприємців, Конгрес українських націоналістів, Народний Рух України. За підсумками голосування Блок здобув 13,95 % голосів виборців (3-тє місце після Партії регіонів та БЮТ).
На парламентських виборах 2007 року «Наша Україна» взяла участь у складі новоствореного блоку Наша Україна — Народна Самооборона.
Політична партія «Наша Україна» є материнською партією для Всеукраїнської молодіжної громадської організації «Молодіжний Союз Наша Україна».

## Історія
16 липня 2001 року Віктор Ющенко під час свого традиційного сходження на гору Говерла оголосив про намір створити опозиційний до Леоніда Кучми блок партій. Так був створений блок Віктора Ющенка «Наша Україна». На його базі 5 березня 2005 року створили партію «Наша Україна».
«Наша Україна» протягом 2002—2003 років долучалася до масштабних протестних акцій «Повстань, Україно!» (спільно з СПУ, БЮТ та КПУ).

### З'їзди партії
- Установчий — 5 березня 2005 року;
- I з'їзд — 9 липня 2005 року;
- II з'їзд — 12 листопада 2005 року;
- III з'їзд — 11 листопада 2006 року;
- IV з'їзд — 31 березня 2007 року;
- V з'їзд — 27 грудня 2008 року;
- VI з'їзд — 27 грудня 2008 року;
- VII з'їзд — 27 червня 2009 року;
- VIII з'їзд — 28 листопада 2009 року;
- IX з'їзд — 24 вересня 2010 року.

## Керівництво
Голова партії — Ющенко Віктор Андрійович.
У вересні 2010 року відбувся IX з'їзд політичної партії «Наша Україна». На з'їзді до партії прийнято Валентина Наливайченка, Сергія Бондарчука, Ірину Ванникову, Данила Лубківського, Володимира Огризка.
Під час з'їзду ухвалено рішення про призначення Наливайченка Валентина головою Політичної ради партії та Бондарчука Сергія — керівником Центрального виконавчого комітету.
24 травня 2012 року Валентин Наливайченко склав із себе повноваження голови політради партії «Наша Україна» й вийшов з партії.
27 липня 2012 року на посаду голови політичної ради партії «Наша Україна» обрано Бондарчука Сергія Васильовича. 9 лютого 2013 року Політична Рада партії"Наша Україна" звільнила з посади Голову Політичної Ради Партії Сергія Бондарчука. Рішення про зняття з посади голови ради партії С. Бондарчука підтримало 54 члени політради. Виконувати обов'язки голови політради доручено його заступнику Зіновію Шкутяку. Підставами для звільнення С.Бондарчука стали «систематичне порушення статуту партії, яке виражене в ухиленні від виконання обов'язків, самоусуненні під час виборчої кампанії, не скликанні засідань Ради партії та ігноруванні засідань, на які його було запрошено».
28 вересня 2013 відбулося засідання Політради партії «Наша Україна», на якому було прийнято низку кадрових рішень. Так, новим головою політради стала Ірина Ванникова, яка раніше обіймала посаду прессекретаря Віктора Ющенка. Її кандидатуру підтримали 46 з 68 членів політради.

## Завдання та принципи діяльності
Керівництво партії покладає на себе завдання об'єднати національно-демократичні сили, які сповідують такі самі принципи, як «Наша Україна».
Політична партія «Наша Україна» відстоює принципи демократичності, відкритості, відповідальності перед народом. На міжнародній арені відстоює курс на євроатлантичну інтеграцію України. В економічній сфері — підтримка малого та середнього підприємництва, національних виробників з метою досягнення в короткій перспективі експортоорієнтованого розвитку країни, бездефіцитності бюджету шляхом збалансування видатків та збільшення надходжень.

## Діяльність партії
У 2010 році «Наша Україна» провела такі публічні акції:
- за українську мову та проти русифікації національної освіти;
- проти недемократичних змін до Конституції України;
- проти нового податкового кодексу, який значною мірою збільшує тиск на приватних підприємців та надає ширші повноваження податковим ревізійним органам;
- активно виступила проти суміщення посад народними депутатами України у законодавчій та виконавчій гілках влади;
- провела масштабні заходи із вшанування жертв геноциду Голодомору в Україні у 1932—1933 роках.

Керівництво політичної партії «Наша Україна» приділяє увагу розвиткові й налагодженню міжнародних зв'язків.

## Внутрішнє життя партії
27 вересня 2011 року третій Президент України Віктор Ющенко заявив, що поведе свою партію «Наша Україна» на наступні вибори у Верховну Раду. У тому, щоб провести її до парламенту, Ющенко бачив для себе «лицарське завдання».
Третій Президент наголосив, що має намір балотуватися до парламенту за партійним списком НУ, а не по мажоритарній системі. «Я повинен відповідати за партію, а не за самого себе. Тому провести політичну силу — це набагато більш лицарське завдання, чим пройти самому» — сказав Ющенко.
Проте за результатами виборів, оприлюднених ЦВК 10 листопада, політична партія «Наша Україна» не подолала п'ятивідсотковий бар'єр, необхідний для потрапляння до Верховної Ради. Партія набрала лише 1,11 % голосів виборців.